# محمد عناني (مترجم)
محمد عناني (4 يناير 1939- 3 يناير 2023) هو مترجم وأديب وكاتب مسرحي وناقد وأكاديمي مصري، لُقّب بــ "عميد المترجمين" و"شيخ المترجمين العرب". وُلد في رشيد بمحافظة البحيرة.
حصل على درجة البكالوريوس (مع مرتبة الشرف) في اللغة الإنجليزية وآدابها من جامعة القاهرة في عام 1959، وحصل على الماجستير من جامعة لندن عام 1970، وعلى الدكتوراه من جامعة ريدنغ عام 1975. صدر له أكثر من 130 كتاباً باللغتين العربية والإنجليزية، تتنوّع بين الترجمات الهامة والأعمال الإبداعية.

## سيرته المهنية
عمل عناني مراقبًا للغة الأجنبية بخدمة رصد بي بي سي في كوفرشم (بيركشير) من عام 1968 إلى 1975 أثناء إكمال دراسة الماجستير والدكتوراه. ثم عاد إلى مصر في عام 1975 وعمل محُاضراً في اللغة الإنجليزية في جامعة القاهرة، كما انضم أيضاً إلى اتحاد كتاب مصر. ترقّى إلى درجة أستاذ مساعد (مشارك) للغة الإنجليزية عام 1981 ثم حصل على الأستاذية عام 1986. رأَس عناني قسم اللغة الإنجليزية بالجامعة بين عامي 1993 و 1999.
انتُخب عناني خبيراً في مجمع اللغة العربية بالقاهرة عام 1996. وكان المنسق الأكاديمي لبرنامج جامعة القاهرة الخاص بالترجمة الإنجليزية بين عامي 1997 و 2009، والذي من خلاله ألَّف أو نقّح كل ترجمات وكتيبات التدريس الخاصة بالجامعة منذ عام 1997. وبين عامي 1986 و 2003 كان المحرّر العام لسلسلة الأدب المعاصر – سلسلة الأعمال الأدبية العربية المترجمة إلى الإنجليزية – والتي صدر لها 75 عنواناً نشرتها الهيئة المصرية العامة للكتاب. ومنذ عام 2000 أصبح  مسئولاً عن سلسلة «الألف كتاب الثاني» للترجمة إلى اللغة العربية، والتي تنشرها هيئة الكتاب المصرية.
كتب عناني عدداً من المسرحيات العربية التي عُرضت في القاهرة والمحافظات المصرية (سبعة أصلية وثلاثة مُعدّلة وثلاثة مُترجَمة) بين عامي 1964 و 2000. وكان محرّرا لمجلة «المسرح المصري» منذ عام 1986، ومحررا مشاركا للمجلة الثقافية الشهرية «سطور» من عام 1997 وحتى 2007.

## جوائز
- جائزة الدولة في الترجمة 1982، عن ترجمة ميلتون الفردوس المفقود إلى اللغة العربية.
- وسام العلوم والفنون من الدرجة الأولى 1984.
- جائزة بن تركي للتميز في الترجمة إلى الإنجليزية 1998 - تُمنَح من المملكة العربية السعودية برعاية جامعة الدول العربية.
- جائزة الدولة في الآداب عام 1999.
- جائزة الأداء المتميز في الكتابة المسرحية من المعهد العالي للمسرح 2000.
- جائزة الدولة للتفوق في الآداب 2002.
- جائزة الملك عبد الله بن عبد العزيز العالمية للترجمة 2011.[7]
- جائزة منظمة جامعة الدول العربية (ALESCO) للعلوم والثقاقة في الترجمة إلى الإنجليزية، بغداد 2013.
- جائزة رفاعة الطهطاوي في الترجمة إلى العربية، المركز القومي للترجمة 2014.

## كتبه باللغة العربية

### المؤلفات العلمية في الترجمة والنقد الأدبي
- النقد التحليلي
- فن الكوميديا
- الأدب وفنونه
- المسرح والشعر
- فن الترجمة
- في الأدب والحياة
- التيارات المعاصرة في الثقافة العربية
- قضايا الأدب الحديث
- المصطلحات الأدبية الحديثة، دراسة ومعجم إنكليزي عربي، صدرت بعدة طبعات منها الثالثة سنة 2003.[8]
- الترجمة الأدبية بين النظرية والتطبيق.
- مرشد المترجم.
- تعريب المصطلح.
- بناء الثقافات
- نظرية الترجمة الحديثة

### الأعمال الإبداعية
ميت حلاوة – السجين والسجان – البر الغربي – المجاذيب – الغربان – جاسوس في قصر السلطان – رحلة التنوير – ليلة الذهب – حلاوة يونس – السادة الرعاع – الدرويش والغازية – أصداء الصمت. - زوجة أيوب - حكايات الواحات - أغنيات الخريف

### ترجمات إلى اللغة العربية
ثلاثة نصوص من المسرح الإنجليزي – الفردوس المفقود – ريتشارد الثاني – روميو وجوليت – تاجر البندقية – عيد ميلاد جديد «التلى هييلي» – يوليوس قيصر – حلم ليلة صيف – الملك لير – هنري الثامن – تغطية الإسلام.

## كتبه باللغة الإنجليزية

### المؤلفات العلمية في النقد الأدبي والترجمة
- Dialectic of Memory: A Study of Wordsworth's Little Prelude, 1981
- Lyrical Ballads 1798 ed with an introduction, 1985
- Varieties of Irony: an Essay on Modern English Poetry, 1985, 1994
- Naguib Mahfouz Nobel 1988: (ed.) a Collection of critical essays, 1989
- Prefaces to Arabic Literature: (The post-Mahfouz era), 1994
- The Comparative Tone: Essays in Comparative Literature, 1995
- Comparative Moments : Essays in Comparative Literature and an Anthology of Post-modernist Arabic poetry in Egypt, 1996
- On Translating Arabic, A Cultural Approach, 2000
- The Comparative Impulse, with M.S. El-Komi & M.S. Farid, 2001
- On Translating Shakespeare

### ترجمات إلى اللغة الإنجليزية
- Marxism and Islam (مصطفى محمود) 1977
- Night Traveller (مسرحية شعرية لصلاح عبد الصبور) 1994
- The Quran: an attempt at a modern reading (مصطفى محمود) 1985
- The Music of Ancient Egypt (محمد الحفني) 1985
- The Trial of an Unknown Man (مسرحية شعرية لعز الدين إسماعيل) 1985
- Modern Arabic Poetry in Egypt an anthology with an introduction Cairo, 1986, 2002
- The Fall of Cordova (ديوان شعري لفاروق جويدة) 1989
- The Language of Lovers' Blood (ديوان شعري لفاروق شوشة) 1991
- Time to Catch Time (ديوان لفاروق شوشة) 1996
- A Thousand Faces has the Moon (ديوان لفاروق جويدة) 1997
- Shrouded by the Branches of Night (ديوان شعري للفيطوري) 1997
- Leila and the Madman (مسرحية شعرية لصلاح عبد الصبور) 1998
- An Ebony Face (ديوان لفاروق شوشة), 2000
- Time in the Wilderness (حبيبة محمدي) 2001
- On the Name of Egypt (قصيدة طويلة لصلاح جاهين) 2002
- Short Stories (منى رجب) 2002
- Modernist and Postmodernist Arabic Poetry in Egypt. 2002
- Beauty Bathing in the River (ديوان لفاروق شوشة) 2003
- Songs of Guilt and Innocence (قصائد لمحمد آدم) 2004
- Angry Voices, an anthology of the off-beat poetry of the 1990s in Egypt, with an introduction, 2003
- Salah Abdul-Sabour: The Complete Plays (الأعمال الكاملة لصلاح عبد الصبور) 2014

## وفاته
تُوفيَ يوم 3 يناير 2023 عن عمر يناهز 84 عاما بعد مسيرة حافلة من العطاء للمجتمع الأدبي والثقافي.